# 弗烏雷什蒂鄉
44°34′N 24°1′E / 44.567°N 24.017°E
弗烏雷什蒂鄉（羅馬尼亞語：Comuna Făurești, Vâlcea），是羅馬尼亞的鄉份，位於該國西南部，由沃爾恰縣負責管轄，面積31平方公里，海拔高度198米，2002年人口1,607，人口密度每平方公里52人。